# Rinoceronte de Durero
El Rinoceronte de Durero es el nombre que normalmente recibe un grabado xilográfico creado por el pintor y grabador alemán Alberto Durero en 1515. La imagen se basaba en una descripción escrita y un conciso boceto, realizados por un artista desconocido, de un rinoceronte indio que había llegado a Lisboa a principios de ese año. Durero nunca vería al rinoceronte real, el primer ejemplar vivo visto en Europa desde los tiempos del Imperio romano. A finales de 1515, el rey de Portugal, Manuel I, le envió el animal como regalo al papa León X, pero murió al naufragar el barco que lo transportaba junto a la costa de Italia, a principios de 1516. No se volvería a ver un rinoceronte vivo en Europa hasta la llegada de un segundo ejemplar de la India a la corte española de Felipe II alrededor de 1579.
A pesar de las imprecisiones anatómicas, el grabado de Durero cobró una gran popularidad en Europa y fue copiado en muchas ocasiones durante los tres siglos siguientes. Estuvo considerado una representación fiable de un rinoceronte hasta finales del siglo XVIII. Finalmente fue sustituido por pinturas y dibujos más realistas, especialmente del rinoceronte Clara, que fue exhibido por Europa en las décadas de 1740 y 1750. Sobre el grabado de Durero se ha dicho que: «Probablemente ninguna otra imagen de un animal ha ejercido una influencia tan grande en las artes». En 1956 el grabado fue versionado por Salvador Dalí en dos esculturas y actualmente los ejemplares durerianos genuinos del siglo XVI alcanzan cotizaciones muy elevadas.

## El rinoceronte
El 20 de mayo de 1515 llegó un rinoceronte indio a Lisboa desde el Extremo Oriente. A principios de 1514 el animal había sido regalado a Afonso de Albuquerque, gobernador de la India portuguesa, por el Sultán Muzafar II, que gobernaba Khambhat (actual Guyarat), como parte de un intercambio de regalos diplomáticos. Por aquella época, los gobernantes de diferentes países en ocasiones se enviaban animales exóticos para mantenerlos en la casa de fieras. De Alburquerque decidió reenviar el regalo, conocido en guyaratí por el nombre de genda y a su cuidador indio, llamado Ocem, al rey Manuel I de Portugal en el Nossa Senhora da Ajuda, que partió de Goa en enero de 1515. El barco, capitaneado por Francisco Pereira Coutinho, y escoltado por dos buques cargados de especias exóticas, navegó a través del Océano Índico, bordeando el Cabo de Buena Esperanza, y después hacia el norte a través del Atlántico, deteniéndose brevemente en Mozambique, Santa Helena y en las Azores.
Tras un viaje de ciento veinte días, el rinoceronte fue desembarcado finalmente en Portugal, cerca del lugar donde se estaba construyendo la Torre de Belém de estilo Manuelino. La torre se decoró más tarde con gárgolas con forma de rinoceronte bajo sus voladizos. Como no se había visto un rinoceronte en Europa desde la época del Imperio romano, había pasado a ser una especie de criatura legendaria, que ocasionalmente aparecía en los bestiarios junto con los "monoceros" (unicornio), así que la llegada de un ejemplar vivo causó sensación. El exótico animal fue alojado en la casa de fieras del rey Manuel I en el Palacio de Ribeira de Lisboa, separado de los elefantes y otras grandes criaturas albergadas en el Palacio dos Estaús. El Domingo de Trinidad, 3 de junio, Manuel organizó una pelea entre el rinoceronte y un joven elefante de su colección para comprobar el relato de Plinio el Viejo, que aseguraba que el rinoceronte y el elefante son enemigos acérrimos. El rinoceronte avanzó lenta y deliberadamente hacia su adversario, el elefante; sin embargo, este último, desacostumbrado a la ruidosa muchedumbre que había acudido a presenciar el espectáculo, huyó aterrorizado antes de que se produjera choque alguno.

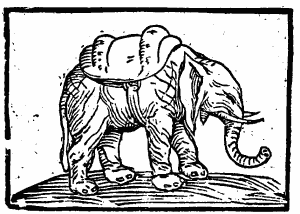
Grabado de Hanno el elefante, de un panfleto publicado bajo el seudónimo "Philomathes" (Roma, c. 1514).

Manuel decidió obsequiar al Papa León X con el rinoceronte. El rey era partidario de conseguir el favor papal para mantener sus privilegios acerca de la posesión exclusiva de las nuevas tierras que la flota portuguesa había explorado en el Extremo Oriente desde que Vasco da Gama descubrió la ruta marítima hacia la India alrededor de África en 1498. El año anterior, el Papa se había mostrado muy satisfecho cuando Manuel le regaló un elefante blanco, también procedente de la India, que el pontífice había nombrado Hanno. El rinoceronte, adornado con un collar de terciopelo verde decorado con flores, embarcó en diciembre de 1515 junto con otros obsequios preciosos, como láminas de plata y especias, para el viaje desde la desembocadura del Tajo hasta Roma. El buque pasó cerca de Marsella a principios de 1516. El rey Francisco I de Francia, que volvía de Saint-Maximin-la-Sainte-Baume, en Provenza, pidió ver a la bestia. El buque portugués se detuvo brevemente en una isla cercana a Marsella donde el rinoceronte desembarcó para que el rey de Francia pudiera verlo el 24 de enero.
Tras reemprender su viaje, el barco naufragó en una tormenta que estalló de improviso cuando pasaba junto a al estrecho de Portovenere al norte de La Spezia, en la costa de Liguria. El rinoceronte, encadenado y sujeto por grilletes a la cubierta, fue incapaz de nadar hasta la costa para salvarse y murió ahogado. Su cadáver fue recuperado cerca de Villefranche-sur-Mer y su piel fue enviada de vuelta a Lisboa, donde fue rellenada de paja. El animal, ya disecado, fue enviado a Roma, a donde llegaría en febrero de 1516, y se exhibiría impagliato (expresión italiana para "relleno de paja"). Allí el rinoceronte fue pintado por Giovanni da Udine y por Rafael, pero el animal ya disecado no causó en Roma la misma expectación que provocó en Lisboa la bestia aún viva.
El destino del rinoceronte disecado se desconoce. Pudo haber sido trasladado a Florencia por los Médici, o quizá pudo haber sido destruido en el saqueo de Roma de 1527. Su historia inspiró la novela de Lawrence Norfolk El rinoceronte del Papa (The Pope's Rhinoceros).

## Grabado de Durero

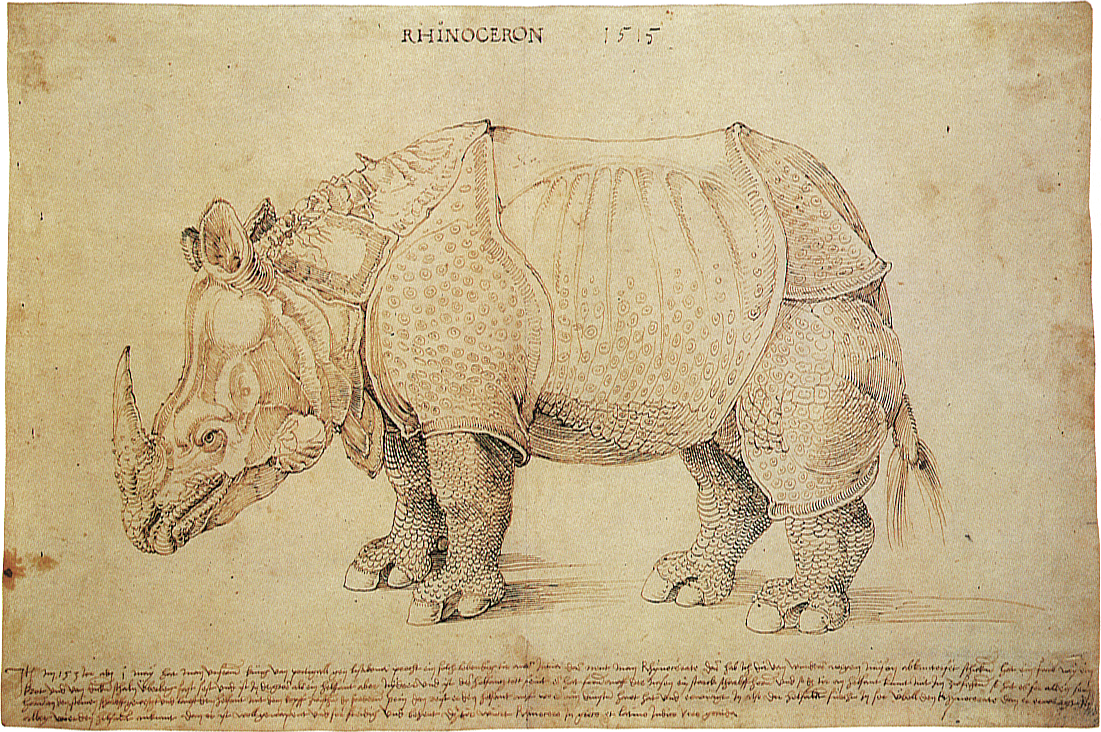
Dibujo con pluma y tinta del rinoceronte, por Alberto Durero, 1515, actualmente en el Museo Británico. En la leyenda manuscrita se dice que la fecha de llegada del rinoceronte a Lisboa fue "1513" (sic).

Un mercader moravo, Valentim Fernandes, pudo observar al rinoceronte poco después de su llegada y escribió una carta a un amigo de Núremberg en la que lo describía en junio de 1515. La carta original en alemán no ha perdurado, pero en la Biblioteca Nazionale Centrale de Florencia se encuentra una copia en italiano. Por aquellos días una segunda carta de un autor desconocido fue enviada de Lisboa a Núremberg, en la que se adjuntaba un boceto realizado por un artista desconocido. Durero vio la segunda carta y el boceto en Núremberg. Sin haber visto él mismo al rinoceronte, hizo dos dibujos a tinta, y del segundo se hizo un grabado.
En la inscripción en alemán del grabado, basada fuertemente en el testimonio de Plinio se puede leer:

En el primero de mayo del año 1513 [sic], el poderoso Rey de Portugal, Manuel de Lisboa, trajo semejante animal vivo desde la India, llamado rinoceronte. Esta es una representación fiel. Tiene el color de una tortuga moteada, y está casi completamente cubierto de gruesas escamas. Es del tamaño de un elefante, pero tiene las patas más cortas y es casi invulnerable. Tiene un poderoso y puntiagudo cuerno en la punta de su nariz, que afila en las rocas. Es el enemigo mortal del elefante. El elefante se asusta del rinoceronte, pues, cuando se encuentran, el rinoceronte carga con la cabeza entre sus patas delanteras y desgarra el estómago del elefante, contra lo que el elefante es incapaz de defenderse. El rinoceronte está tan bien acorazado que el elefante no puede herirle. Se dice que el rinoceronte es rápido, impetuoso y astuto.

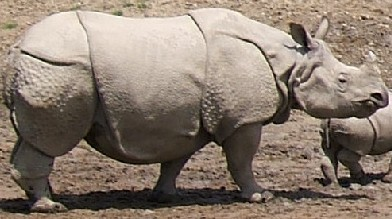
Los pliegues de la piel de un rinoceronte indio se corresponden mucho con las placas de la armadura representadas por Durero.

El grabado de Durero no es una representación totalmente fiel de un rinoceronte. Muestra un animal con duras placas que cubren su cuerpo como la chapa de una armadura, con un gorjal en la garganta, una coraza de pecho de aspecto sólido y remaches en las juntas; también situó un pequeño cuerno en su grupa, y le dotó de piernas escamadas y cuartos traseros en forma de sierra. Los rinocerontes reales no tienen ninguna de estas características. Es posible que se crease una armadura para la pelea contra el elefante en Portugal, y que estas características representadas por Durero fueran en realidad partes de la armadura. Por otra parte, la "armadura" de Durero puede representar los duros pliegues de la gruesa piel de los rinocerontes indios o, así como el resto de imprecisiones, puede que sean simples malentendidos o añadidos creativos de Durero. Durero también dibuja una textura escamada sobre el cuerpo del animal, incluyendo la "armadura". Esto puede ser un intento de Durero de representar el áspero y casi lampiño cuero de los rinocerontes indios, que tienen bultos como verrugas en los muslos y los hombros. Por otra parte la textura de la piel puede representar también una dermatitis inducida por el encierro del rinoceronte durante el viaje de cuatro meses de la India a Portugal.

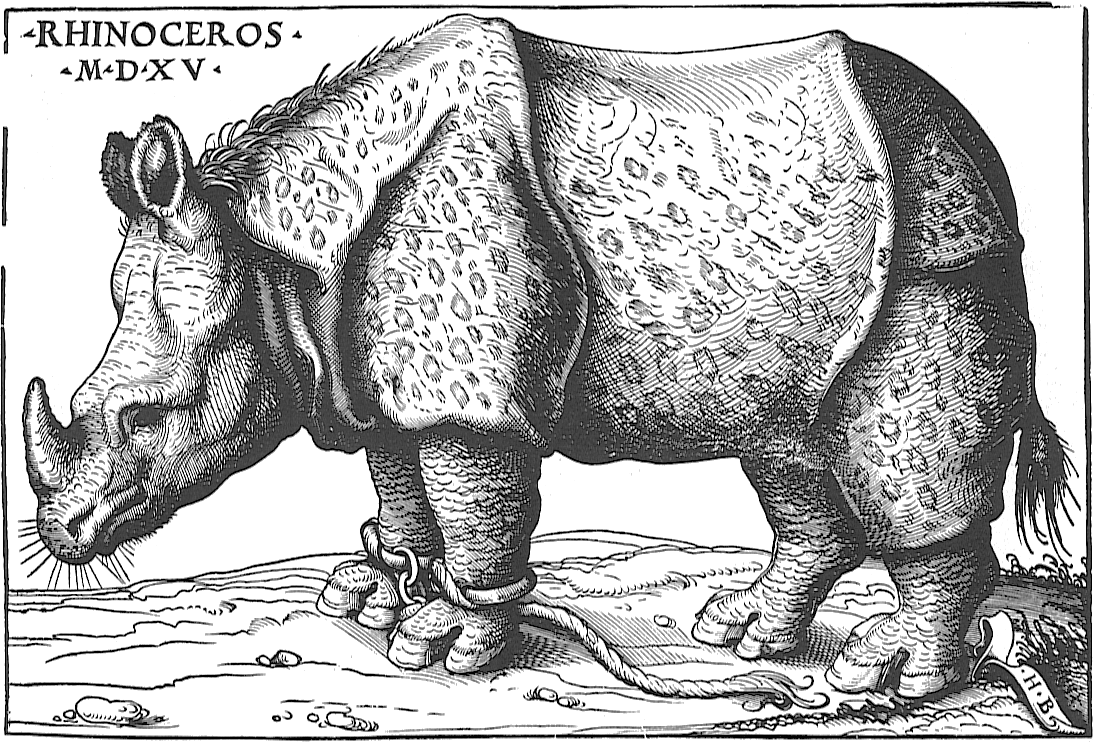
Grabado del rinoceronte, según dibujo de Hans Burgkmair, 1515 (único ejemplar conservado; Graphische Sammlung Albertina, Viena).

Hans Burgkmair creó un segundo grabado en Augsburgo alrededor de las mismas fechas que Durero en Núremberg. Burgkmair mantenía correspondencia con mercaderes de Lisboa y Núremberg, pero no está claro si tuvo o no acceso a la carta o al boceto que vio Durero, puede que incluso a las fuentes de Durero, o si vio él mismo al animal en Portugal. Su imagen es más precisa y omite los añadidos de Durero más extravagantes e incluye los grilletes y la cadena usados para sujetar al rinoceronte; sin embargo, el grabado de Durero es más poderoso, y eclipsó al de Burgkmair en popularidad. Solo ha sobrevivido un ejemplar del grabado de Burgkmair, mientras que la impresión original de Durero se copió muchas veces. Durero produjo una primera impresión de su grabado en 1515, distinguible por contar con solo cinco líneas en el texto de la cabecera y muchas más impresiones se realizarían tras la muerte de Durero en 1528, incluyendo dos impresiones en la década de 1540, y todavía dos más a finales del siglo XVI. Las impresiones más tardías tienen seis líneas de texto. La matriz de madera original se seguiría usando, aunque las impresiones acabaron desluciéndose por la carcoma y un resquebrajamiento que atraviesa las patas del rinoceronte. A fin de disimular los defectos, hacia 1620 un impresor creó un bloque tonal, que al imprimirse en tinta verdosa sobre la estampa original genera una imitación de xilografía de chiaroscuro. A pesar de las sucesivas reimpresiones, el grabado de Durero es actualmente bastante escaso en el mercado y los ejemplares impresos en el siglo XVI alcanzan cifras elevadas en las subastas; de hecho, en 2013 un ejemplar de este grabado marcó el récord de precio pagado por una estampa del artista alemán, al alcanzar los 866.500 dólares (641.000 euros) en la sala Christie's de Nueva York .

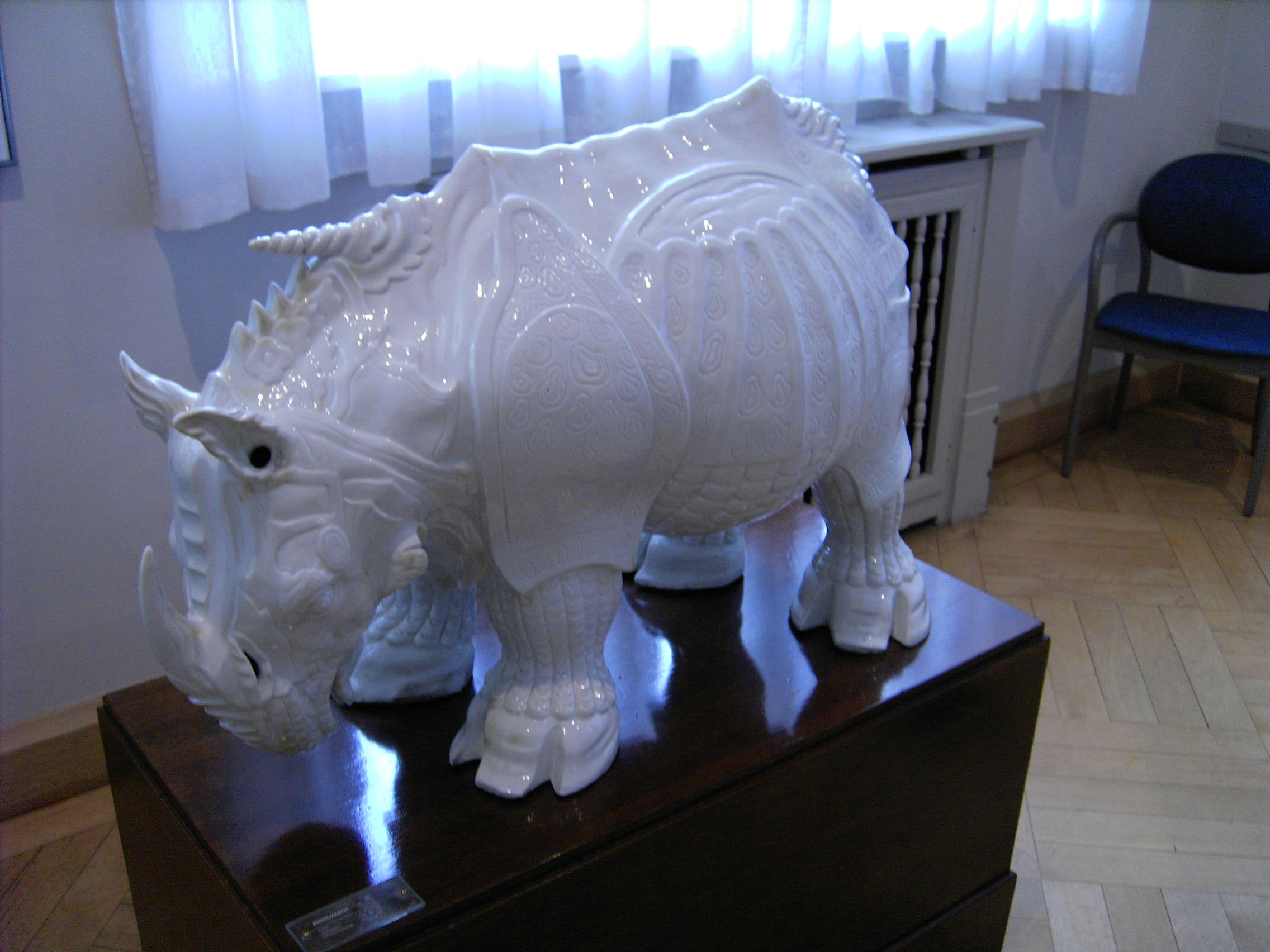
Rinoceronte de porcelana moderno en el Museo de la Porcelana de Meissen. Está claramente basado en la imagen de Durero, con un prominente "Cuerno de Durero".

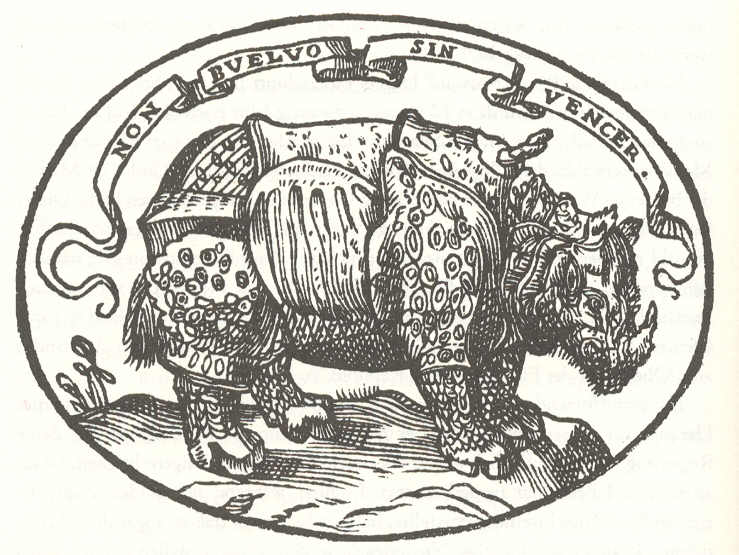
Emblema de Alejandro de Médici.

A pesar de sus errores, la imagen siguió siendo muy popular, y fue tomada como una representación fiel de un rinoceronte hasta finales del siglo XVIII. Durero pudo haber escogido deliberadamente crear un grabado sobre madera (xilografía), en lugar de emplear la técnica más refinada y detallada del grabado en lámina de cobre (calcografía), para asegurarse que sería adecuado para la impresión masiva. Se incluyeron imágenes derivadas del grabado en textos naturalistas, como Cosmographiae de Sebastian Münster (1544; grabado de David Kandel), Historiae Animalium de Conrad Gessner (1551), Histoire of Foure-footed Beastes de Edward Topsell (1607), entre otros. Alejandro de Médici eligió un rinoceronte claramente basado en el grabado de Durero como su emblema en junio de 1536, con el lema "Non buelvo sin vencer". Una escultura de un rinoceronte basado en la imagen de Durero se situó en la base de un obelisco de veintiún metros de altura diseñado por Jean Goujon y erigido ante la Iglesia del Sepulcro de la calle de Saint-Denis de París en 1549 para celebrar la llegada del nuevo rey de Francia, Enrique II. Un rinoceronte similar, en relieve, decora un panel de una de las puertas de bronce de la parte oeste de la Catedral de Pisa. Se representaron rinocerontes en muchas pinturas y esculturas, y pasó a ser un motivo habitual en la decoración de porcelana. La popularidad de la inexacta imagen de Durero permaneció incluso después de que un rinoceronte indio vivo pasase ocho años, de 1579 a 1587, en Madrid (aunque han sobrevivido unos pocos ejemplos de una impresión del rinoceronte de Madrid creados por Philipe Galle en Amberes en 1586 y algunas obras derivadas), y la exhibición de un rinoceronte vivo en Londres un siglo después, de 1684 a 1686, y de un segundo ejemplar en 1739.

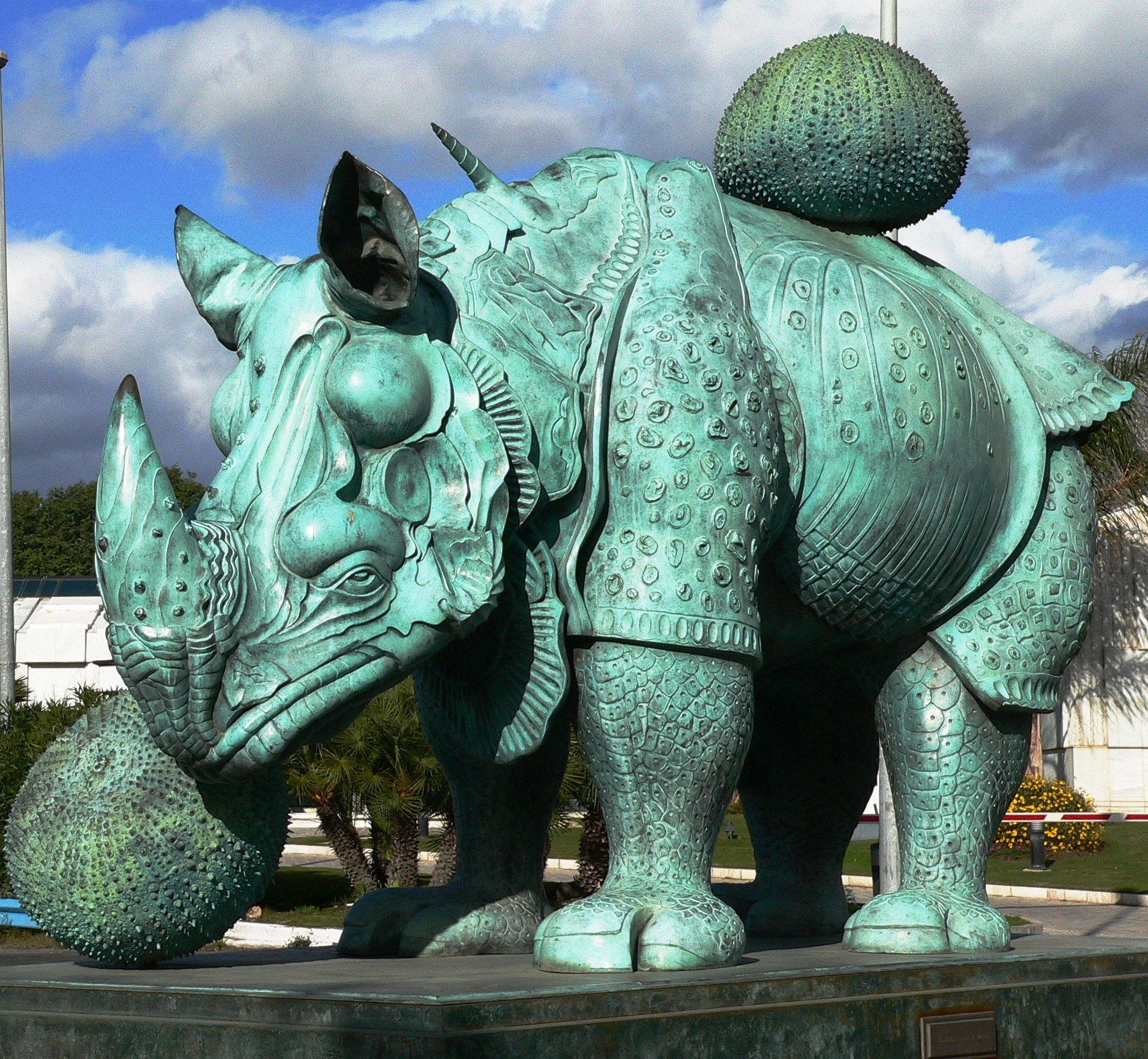
Rinoceronte vestido con puntillas (1956) de Salvador Dalí.

La preeminente posición de la imagen de Durero y sus derivadas empezó a declinar a mediados y finales del siglo XVIII, cuando se transportaron más rinocerontes vivos a Europa, y se realizaron representaciones más fidedignas. Jean-Baptiste Oudry pintó un retrato a tamaño natural de Clara el rinoceronte en 1749, y George Stubbs pintó un gran retrato de un rinoceronte en Londres alrededor de 1790. Ambas pinturas eran más exactas que el grabado de Durero, lo que hizo que una concepción más realista de los rinocerontes desplazara gradualmente a la imagen de Durero en el imaginario público. En particular, la pintura de Oudry fue la inspiración de una placa en la enciclopedia Histoire naturelle, de Buffon, que fue ampliamente copiada. En 1790, el relato de James Bruce de Kinnaird Viaje para descubrir la fuente del Nilo rechazaba la obra de Durero, calificándola de «maravillosamente mal ejecutada en todas sus partes» y de «el origen de todas las formas monstruosas en las que se ha pintado el animal desde entonces». Aun así, la ilustración de Bruce del rinoceronte blanco africano, de apariencia notablemente diferente del indio, aún comparte inexactitudes evidentes con la obra de Durero. El erudito en semiótica Umberto Eco argumenta que las «escamas y las placas imbricadas» de Durero pasaron a ser un elemento esencial de la representación del animal, incluso para aquellos que lo podían conocer mejor, porque «sabían que sólo esas convenciones gráficas podían identificar a un rinoceronte para la persona que interpretaría el signo icónico». También destaca que la piel de un rinoceronte es más rugosa de lo que parece por su aspecto visible y que tanto las láminas como las escamas retratan esta información no visual hasta cierto punto. Hasta finales de la década de 1930, la imagen de Durero aparecía en los libros de texto de Alemania como una representación fiel del rinoceronte; en alemán, los rinocerontes indios aún reciben el nombre de Panzernashorn («rinoceronte armado»). Sigue ejerciendo una poderosa influencia artística, y fue la inspiración de las esculturas de Salvador Dalí de 1956, Rinoceronte cósmico y Rinoceronte vestido con puntillas; de la segunda se puede contemplar desde 2004 un ejemplar de grandes dimensiones en el Puerto José Banús de Marbella.